# Andrew John Scott
Andrew John Scott  (Inglaterra, 1950) es un botánico británico.

## Honores
En 1997 fue elegido miembro de la Sociedad linneana de Londres.

### Eponimia
- (Myrtaceae) Gossia scottiana N.Snow 2006 [1]

- La abreviatura «A.J.Scott» se emplea para indicar a Andrew John Scott como autoridad en la descripción y clasificación científica de los vegetales.[2]